# Homer's Phobia
"Homer's Phobia" är det femtonde avsnittet av den åttonde säsongen av den amerikanska tecknade komediserien The Simpsons. Avsnittet sändes för första gången på FOX, den 16 februari 1997. Det är det första avsnittet som skrevs av Ron Hauge och som regisserades av Mike B. Anderson. John Waters gjorde ett gästspel som rösten till den nya karaktären John.
"Homer's Phobia" handlar om hur Homer Simpson slutar umgås med familjens nya vän John, efter att han fått veta att John är homosexuell. Homer fruktar också att John ska ha dålig inverkan på sonen Bart. Detta var det första The Simpsons-avsnittet där handlingen kretsar kring homosexualitet, bisexualitet och Transvestitism (HBT). Avsnittets namn är en ordlek på ordet homofobi. Från början ansåg ledningen på FOX att avsnittet skulle vara opassande att sändas, men beslutet ändrades efter ett byte av personal på FOX. Avsnittet vann fyra priser, bland annat en Emmy för Outstanding Animated Program (For Programming One Hour or Less) och en GLAAD Media Award för "Outstanding TV - Individual Episode".

## Handling
Familjen Simpson behöver pengar för att betala reparationen av en gasläcka, och åker till "Cockamamie's", en affär med ovanliga samlarobjekt, där de hoppas kunna få bra betalt för en gammal släktklenod. I affären träffar Homer antikvitetshandlaren John, som förklarar att många av affärens saker är där på grund av deras höga campvärde. Bart och Lisa imponeras av John, och Homer bjuder hem honom för att visa alla "campiga" saker familjen äger. Nästa morgon berättar Homer för Marge att han gillar John och föreslår att de ska bjuda hem honom och "hans fru". Marge ger vinkar till en oförstående Homer att John är homosexuell, och när han till slut förstår blir han mycket upprörd. Homers attityd mot John ändras snabbt och senare vägrar han att följa med John på en tur genom Springfield. Övriga familjen åker dock med, men Homer är arg på familjen när de kommer tillbaks. Familjen fortsätter att umgås med John, och när Bart börjar bära hawaiiskjortor och dansar i damkläder blir Homer rädd att Bart håller på att bli homosexuell.
Homer beslutar sig för att göra Bart mer maskulin genom att tvinga honom att sitta och titta på en reklamskylt för cigaretter, som visar en bild på lättklädda kvinnor, i hopp om att Bart ska bli intresserad av tjejer, men det slutar med att Bart vill börja röka. Homer tar istället med honom till stålverket där han ska titta på de "maskulina arbetarna", men upptäcker att stålverket är ett gaydisco. Den desperate Homer tar med sig Bart på hjortjakt tillsammans med Moe Szyslak och Barney Gumble. När de inte får tag på någon hjort, bestämmer de sig för att åka till Jultomtens verkstad och skjuta en hjort i inhägnaden. Det misslyckas dock när hjortarna anfaller dem. Med Lisas och Marges hjälp lyckas John skrämma bort hjortarna med en japansk tomterobot och rädda jaktlaget. Homer accepterar då mer eller mindre John, och berättar för Bart, som fortfarande är omedveten om sin fars bekymmer, att han alltid kommer tycka om honom hur han än väljer att leva sitt liv. När Lisa berättar för honom att Homer tror han är homosexuell blir han chockad. Avsnittet slutar med att alla åker iväg i Johns bil.
Innan eftertexterna börjar visas en tillägnan till USA:s stålarbetare, med texten "Keep reaching for that rainbow!"

## Avsnittets tema
"Homer's Phobia" är en viktig del av The Simpsons utforskning av teman om homosexuella, bisexuella och transsexuella (HBT), men serien hade långt ridigare gjort referenser till homosexualitet. I "Simpson and Delilah" från 1990 kysser figuren Karl (med röst av Harvey Fierstein) Homer, medan den återkommande figuren Waylon Smitherss obesvarade kärlek till sin chef Montgomery Burns i början visas tvetydigt men slutligen öppet. "Homer's Phobia" var dock det första avsnittet där temat homosexualitet utgjorde huvudhandlingen. Två senare avsnitt som behandlar HBT-ämnet är "Three Gays of the Condo" och "There's Something About Marrying".

## Produktionen

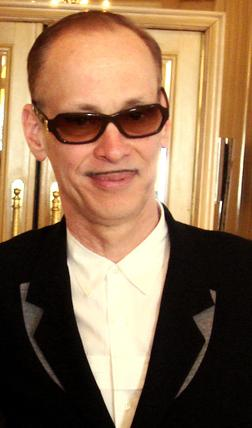
John Waters tackade genast ja till att medverka i "Homer's Phobia".

Originalidén till "Homer's Phobia" kom från några snabbt nedskrivna rader av programidéer som skrevs ner av George Meyer. En av dem var "Bart the homo", och Ron Hauge fick uppdraget att skriva manuset utifrån den raden. Idén att ha med John Waters som gäst hade funnits ett tag. Inspelningsassistenterna Bill Oakley och Josh Weinstein hade tidigare tänkt ha med honom i ett avsnitt med namnet "Lisa and Camp", vilket skulle ha handlat om att Lisa "upptäcker det roliga med campiga saker". Deras idé slogs ihop med Meyers, vilket resulterade i det här avsnittet. Avsnittet hade ursprungligen namnet "Bart Goes to Camp", men döptes om eftersom ordvitsen var för svårtolkad.
John Waters accepterade inbjudan till gästspel direkt, med motiveringen att dög det för Elizabeth Taylor att medverka, vilket hon gjorde i fjärde säsongens "Lisa's First Word", dög det även för honom. Han skämtade dock att han skulle protestera om hans figur blev för lik Richard Simmons. Som tack för hans medverkan sände programmets personal en celluloidruta från avsnittet som efter det hänger på väggen på hans kontor.
Enligt kommentatorspåren på åttonde säsongens DVD-skivor satte FOX granskare stopp för att "Homer's Phobia" skulle sändas. Den normala proceduren för ett avsnitts manus var att det först skickades till granskning och sedan faxades tillbaka med en lista över meningar och ord som skulle ändras eller tas bort. Med det här manuset kom två sidor med antydningar om nästan alla repliker i avsnittet. Granskaren skrev bland annat att den inte tyckte om att ordet "gay" (bög) användes, eller diskussionen om homosexualitet över huvud taget, och avslutade med en paragraf som slog fast att "ämnet och materialet i detta avsnitt är oacceptabelt för sändning". Vanligtvis ignoreras granskarens kritik eftersom de stötande replikerna och andra problem behandlas efter att avsnittet animerats. I det här fallet ansågs dock hela avsnittet vara ett problem, så det kunde inte lösas på det vanliga sättet. Problemet försvann dock när avsnittet kom tillbaka från animationsstudion i Sydkorea. Den förra Fox-chefen hade då fått sparken och blivit ersatt, vilket även hade skett med granskaren. De nya granskarna skickade bara kommentaren: "acceptabelt för sändning".
Scenen på "gaystålverket" skrevs av Steve Tompkins. Först föreslog han att de skulle vara hamnarbetare, men det innebar för mycket arbete att animera pålastandet på fartygen, så man använde sig av ett stålverk istället. Tompkins skrev även en annorlunda tredje akt för avsnittet, men som inte användes i den slutliga versionen. Istället för att Homer, Bart, Moe och Barney skulle åka för att jaga hjort och komma till "Tomtens verkstad", skulle de åka tillbaka till stålverket. Väl där skulle Homer bevisa sin heterosexualitet genom att ha en mänsklig traktorpulling med några av arbetarna. Det beslutades dock att "det inte tjänade syftet med storyn" och lades ner.

## Kulturella referenser
"Homers Phobia" innehåller många kulturella referenser. Sången "Gonna Make You Sweet (Everybody Dance Now)" av C+C Music Factory spelas två gånger: först när stålverket förvandlas till ett disco, och ännu en gång under eftertexterna. I Homers skivsamling finns musik med New Christy Minstrels och The Wedding of Lynda Bird Johnson och albumen Loony Luau och Ballad of the Green Berets med sergeanten Barry Sadler. Sången John väljer ut och som han och Homer dansar till är "I Love the Nightlife" med Alicia Bridges, och sången Bart dansar till är Chers "The Shoop Shoop Song (It's in His Kiss)". När John kommer in i deras hem syns en rosa flamingo i bakgrunden, det är en referens till Waters film Pink Flamingos.

## Mottagande
1997 vann "Homer's Phobia" en Emmy för Outstanding Animated Program (For Programming One Hour or Less). Mike Anderson vann en Annie Award för Best Individual Achievement: Directing in a TV Production, och WAC Award för Best Director for Primetime Series under 1998 års World Animation Celebration. Gay & Lesbian Alliance Against Defamation kallade avsnittet för "ett bra exempel på hur man kan ge en intelligent, rättvis och rolig bild av vår situation på TV"; och gav det priset GLAAD Media Award för Outstanding TV - Individual Episode.
I boken I Can't Believe It's a Bigger and Better Updated Unofficial Simpsons Guide skrev författarna Warren Martyn och Adrian Wood: Bara The Simpsons kan berätta en sån här historia på ett sådant skämtsamt sätt så att ingen kan bli arg över det. Verkligen bra." John Alberti berömde avsnittets mytkrossande av "den vanligaste missuppfattningen om homosexualitet: nämligen att det är något som smittar", likaväl som dess andra ämnen. I sin recension av DVD-boxen The Simpsons - The Complete Eighth Season, skrev Todd Gilchrist att "Homer's Phobia" "kvalificerar sig som ett av de bästa avsnitten genom tiderna." När avsnittet sändes fick produktionsteamet "väldigt få" klagomål rörande handlingen, responsen var till största delen positiv. I Entertainment Weeklys lista över de 25 bästa The Simpsons-avsnitten kom "Homer's Phobia" på en femte plats. När USA Today publicerade en topp 10-lista sammanställd av webbmastern på The Simpsons Archive, kom avsnittet på tionde plats. Det fick ytterligare en tionde placering på AskMen.com:s "Top 10: Simpsons Episodes" listan, där The Screen Directory placerade det på en femte plats på sin lista. IGN.com gav John Waters en nionde plats på listan över de bästa gästspelen i seriens historia, medan TV Guide gav honom en tredje plats på en liknande lista.
2002 utsåg Off the Tellys skribenter Steve Williams och Ian Jones "Homer's Phobia" till ett av de fem sämsta The Simpsons-avsnitten någonsin, de slog bland annat fast att "det lämnar en otäck smak i munnen", och att Homer "helt enkelt är en skitstövel genom hela avsnittet. De avslutade med att säga "det här är en bild av programmet vi aldrig sett förut, och heller aldrig har velat se." I juni 2003 stämde Igor Smykov den ryska TV-kanalen REN TV på grund av att The Simpsons, tillsammans med Family Guy var "moraliskt urspårande och förespråkade droger, våld och homosexualitet." Som bevis visades "Homer's Phobia" för juryn för att visa att The Simpsons förespråkade homosexualitet, och att sådant här aldrig mer borde visas på kanalen. Målet lades ner efter en dag.